# Santa María de los Llanos (Santibáñez de la Sierra)
Santa María de los Llanos es una localidad y una entidad local menor  del municipio de Santibáñez de la Sierra, en la comarca de la Sierra de Francia, provincia de Salamanca, Castilla y León, España. 

## Toponimia
Su nombre  antiguo era Santa María de lo Llano, de ahí que popularmente se siga conociendo al pueblo como Lo Llano.

## Historia
Su fundación se remonta a la repoblación efectuada por los reyes de León en la Edad Media, denominándose en el siglo XV Santa María del Llano, quedando integrada la localidad en la jurisdicción de Miranda del Castañar, dentro del Reino de León.
En torno a 1850 Santa María de los Llanos, entonces un municipio independiente denominado Santa María de lo Llano, pasó a formar parte de Santibáñez de la Sierra, municipio al que pertenece en la actualidad, poseyendo en el censo de 1842, el último como municipio independiente, 60 habitantes y 16 hogares.
El apellido tradicional de la localidad, Lo Llano, que corresponde de hecho con su denominación principal generalizada en la comarca, proviene, con toda probabilidad, de su ubicación en el llamado Quarto de lo Llano, una de las dos partes, junto con el Quarto de la Sierra, en que se dividía jurisdiccionalmente el Condado de Miranda del Castañar.

## Demografía
En 2018 Santa María de los Llanos contaba con una población de 22 habitantes, de los cuales 12 eran varones y 10 mujeres (INE 2018).
| Gráfica de evolución demográfica de Santa María de lo Llano entre 2000 y 2018            |
|                                                                                          |
| Fuente: Instituto Nacional de Estadística de España - Elaboración gráfica por Wikipedia. |